# Walcott Peak
Walcott Peak är en bergstopp i Antarktis. Den ligger i Västantarktis. Argentina, Chile och Storbritannien gör anspråk på området. Toppen på Walcott Peak är 1 507 meter över havet.
Terrängen runt Walcott Peak är huvudsakligen platt, men österut är den kuperad. Trakten är obefolkad. Det finns inga samhällen i närheten.